# Rumänische Meisterschaften im Naturbahnrodeln 2010
Die Rumänischen Meisterschaften im Naturbahnrodeln 2010 fanden vom 10. bis 14. März in Vatra Dornei statt. Sie waren die ersten rumänischen Meisterschaften in dieser Sportart. Durchgeführt wurden ein Einzel- und ein Mannschaftswettbewerb, in denen jeweils die Platzierungen in der Seniorenklasse (Allgemeine Klasse) und der Juniorenklasse ermittelt wurden. Ein Doppelsitzerwettbewerb fand nicht statt. Die ersten Rumänischen Meister im Einsitzer wurden Marian Negotei und Maria Manuela Danci, den Mannschaftswettbewerb gewannen Cosmin Codin und Maria Manuela Danci vom CSO Sinaia.

## Ergebnisse Senioren

### Einsitzer Herren
| Rang | Name              | Klub             | Jahrgang | Zeit 1.  | Zeit 2.  | Gesamt       |
| ---- | ----------------- | ---------------- | -------- | -------- | -------- | ------------ |
| 01   | Marian Negotei    | CSAM Bucegi      | 1981     | 26,056 s | 25,370 s | 51,426 s     |
| 02   | Alexandru Vîlcan  | CSS Toplița/CSTA | 1992     | 26,210 s | 25,518 s | 51,728 s     |
| 03   | Bogdan Moroșan    | CSI Vatra Dornei | 1991     | 26,019 s | 26,034 s | 52,053 s     |
| 04   | Cosmin Codin      | CSO Sinaia       | 1994     | 28,969 s | 27,385 s | 56,354 s     |
| 05   | Marius Bălan      | CSI Vatra Dornei | 1991     | 31,489 s | 29,311 s | 1:00,800 min |
| 06   | Ciprian Plumb     | CSO Sinaia       | 1994     | 33,034 s | 29,810 s | 1:02,844 min |
| 07   | Alecsandru Bîia   | CSS Vatra Dornei | 1994     | 33,418 s | 35,282 s | 1:08,700 min |
| 08   | Dragos Dobrean    | CSS Toplița/CSTA | 1993     | 34,342 s | 34,484 s | 1:08,826 min |
| 09   | Ciprian Vîlcan    | CSS Toplița      | 1994     | 34,991 s | 37,900 s | 1:12,891 min |
| 10   | Cosmin Serdenciuc | CSSVD/CSIVD      | 1995     | 42,729 s | 54,007 s | 1:36,736 min |

### Einsitzer Damen
| Rang | Name                | Klub        | Jahrgang | Zeit 1.  | Zeit 2.  | Gesamt       |
| ---- | ------------------- | ----------- | -------- | -------- | -------- | ------------ |
| 1    | Maria Manuela Danci | CSO Sinaia  | 1989     | 27,876 s | 27,606 s | 55,482 s     |
| 2    | Adina Vodă          | CSS Toplița | 1994     | 35,807 s | 36,746 s | 1:12,553 min |
| 3    | Marcela Spînu       | CSSVD/CSIVD | 1992     | 48,040 s | 45,711 s | 1:33,751 min |
| 4    | Carmen Manolescu    | CSO Sinaia  | 1998     | 49,327 s | 45,109 s | 1:34,436 min |

### Mannschaft
| Rang | Namen                            | Mannschaft             | Jahrgang  | Zeit              | Gesamt       |
| ---- | -------------------------------- | ---------------------- | --------- | ----------------- | ------------ |
| 1    | Cosmin Codin Maria Manuela Danci | CSO Sinaia             | 1994 1989 | 27,761 s 26,991 s | 54,760 s     |
| 2    | Alexandru Vîlcan Adina Vodă      | CSS Toplița/CSTA       | 1992 1994 | 26,993 s 38,050 s | 1:05,043 min |
| 3    | Bogdan Moroșan Marcela Spînu     | CSS / CSI Vatra Dornei | 1991 1992 | 26,207 s 50,184 s | 1:16,391 min |

## Ergebnisse Junioren

### Einsitzer Herren
| Rang | Name              | Klub             | Jahrgang | Zeit 1.  | Zeit 2.  | Gesamt       |
| ---- | ----------------- | ---------------- | -------- | -------- | -------- | ------------ |
| 1    | Alexandru Vîlcan  | CSS Toplița/CSTA | 1992     | 26,210 s | 25,518 s | 51,728 s     |
| 2    | Bogdan Moroșan    | CSI Vatra Dornei | 1991     | 26,019 s | 26,034 s | 52,053 s     |
| 3    | Cosmin Codin      | CSO Sinaia       | 1994     | 28,969 s | 27,385 s | 56,354 s     |
| 4    | Marius Bălan      | CSI Vatra Dornei | 1991     | 31,489 s | 29,311 s | 1:00,800 min |
| 5    | Ciprian Plumb     | CSO Sinaia       | 1994     | 33,034 s | 29,810 s | 1:02,844 min |
| 6    | Alecsandru Bîia   | CSS Vatra Dornei | 1994     | 33,418 s | 35,282 s | 1:08,700 min |
| 7    | Dragos Dobrean    | CSS Toplița/CSTA | 1993     | 34,342 s | 34,484 s | 1:08,826 min |
| 8    | Ciprian Vîlcan    | CSS Toplița      | 1994     | 34,991 s | 37,900 s | 1:12,891 min |
| 9    | Cosmin Serdenciuc | CSSVD/CSIVD      | 1995     | 42,729 s | 54,007 s | 1:36,736 min |

### Einsitzer Damen
| Rang | Name             | Klub        | Jahrgang | Zeit 1.  | Zeit 2.  | Gesamt       |
| ---- | ---------------- | ----------- | -------- | -------- | -------- | ------------ |
| 1    | Adina Vodă       | CSS Toplița | 1994     | 35,807 s | 36,746 s | 1:12,553 min |
| 2    | Marcela Spînu    | CSSVD/CSIVD | 1992     | 48,040 s | 45,711 s | 1:33,751 min |
| 3    | Carmen Manolescu | CSO Sinaia  | 1998     | 49,327 s | 45,109 s | 1:34,436 min |

### Mannschaft
| Rang | Namen                          | Mannschaft             | Jahrgang  | Zeit              | Gesamt       |
| ---- | ------------------------------ | ---------------------- | --------- | ----------------- | ------------ |
| 1    | Alexandru Vîlcan Adina Vodă    | CSS Toplița/CSTA       | 1992 1994 | 26,993 s 38,050 s | 1:05,043 min |
| 2    | Ciprian Plumb Carmen Manolescu | CSO Sinaia Juniori     | 1994 1998 | 30,572 s 45,288 s | 1:15,860 min |
| 3    | Bogdan Moroșan Marcela Spînu   | CSS / CSI Vatra Dornei | 1991 1992 | 26,207 s 50,184 s | 1:16,391 min |